# 斯韦特兰娜·梅德韦杰娃
斯韦特兰娜·弗拉基米罗芙娜·梅德韦杰娃（俄语：Светлана Владимировна Медведева，1965年3月15日—），前任俄罗斯总统、俄罗斯总理和現任俄罗斯联邦安全会议副主席德米特里·梅德韦杰夫的妻子，出生于喀琅施塔得，圣彼得堡国家财金大学校友。